# Baisers volés
Baisers volés (Besos robados en España; La hora del amor en Argentina) es una película francesa de 1968, dirigida por François Truffaut y protagonizada por Jean-Pierre Léaud y Claude Jade en los papeles principales.
Es la continuación de la historia del personaje Antoine Doinel, que inició con la película Los 400 golpes y el cortometraje Antoine y Colette y que sería seguida por Domicilio conyugal y El amor en fuga. En esta película Antoine inicia su relación amorosa con Christine. El personaje de Antoine siempre fue interpretado por Jean-Pierre Léaud.

## Argumento
La historia comienza cuando Antoine Doinel, quien de pequeño había huido de su hogar como es descrito en Los 400 golpes, es licenciado del servicio militar y se reencuentra con su amiga Christine (Claude Jade). Ahora en la vida civil, Antoine busca un trabajo para sobrevivir, empezando por el de vigilante nocturno, pero por infortunadas situaciones y por su ineptitud y mala suerte termina siendo despedido. Consigue entonces un trabajo como detective privado y de este modo termina infiltrado en una tienda de zapatos como vendedor, a pedido del dueño de la tienda, quien busca averiguar porqué las personas que lo rodean ( sus empleados y demás) lo detestan. Antoine termina seducido por la esposa del dueño de la tienda, con quien tiene una aventura. La relación de Antoine y Christine se deteriora y terminan separándose, él pierde además su trabajo como detective privado. Antoine ahora trabajando como reparador de electrodomésticos, es enviado a la casa de Christine quien intencionalmente ha descompuesto su televisor para poder ver a Antoine mientras sus padres están fuera de casa.
Finalmente Antoine y Christine terminan reconciliándose y comprometidos. Su relación como pareja se describe en los filmes posteriores.
"Es una de las mejores comedias románticas de todos los tiempos. A partir de allí, sus aventuras estarían siempre vinculadas al amor de pareja, siempre con esa quijotesca hidalguía que lo acompaña aun en la más completa desprotección, a través de Besos robados, que explota la relación con su amiga Christine (Claude Jade); Domicilio conyugal (1971) -que lo encuentra casado con Christine- y El amor en fuga (1979), donde el matrimonio termina. Al menos un par de generaciones de cinéfilos crecieron con estas películas. [...] Besos robados se rodó en meses turbulentos, que incluyeron los sucesos del mayo francés. Truffaut sería criticado por el tono ligero de la película, a pesar de iniciarla con la imagen de la Cinemateca Francesa cerrada, y de dedicarla a su director, Henri Langlois, que había sido echado del cargo por el ministro André Malraux. En la ficción las manifestaciones de esos días aparecen en imágenes televisivas e interesan a Christine, pero no así a Antoine, lo que fue visto por algunos como falta de compromiso por parte del cineasta. Pero Truffaut lo tenía muy claro: Antoine es un joven desprotegido que debe trabajar para vivir, es decir, pertenece a la clase trabajadora, mientras que Christine vive con sus padres y no trabaja.  Para la clase obrera, la política es un lujo." ( Archivado el 26 de agosto de 2018 en Wayback Machine.) 

## Doblaje
- Jean-Pierre Léaud (Antoine Doinel): Alberto Trifol
- Claude Jade (Christine Darbon): Rosa Guiñón
- Delphine Seyrig (Fabienne Tabard): Elsa Fábregas
- Michael Lonsdale (Georges Tabard): Joaquín Díaz
- Daniel Ceccaldi (Lucien Darbon): José Luis Sansalvador
- Claire Duhamel (Madame Darbon): Rosario Cavallé
- Serge Rousseau (Hombre de la gbardina): Rogelio Hernández
- André Falcon (Blady): Arsenio Corsellas
- Harry-Max (Señor Henri): Felipe Peña